# Cerambyx quadripunctatus
Cerambyx quadripunctatus är en skalbaggsart som beskrevs av Fabricius 1801. Cerambyx quadripunctatus ingår i släktet ekbockar, och familjen långhorningar. Inga underarter finns listade.